# Daniela Klemenschits
Daniela Klemenschits (ur. 13 listopada 1982 w Salzburgu, zm. 9 kwietnia 2008 tamże) – austriacka tenisistka, siostra bliźniaczka Sandry Klemenschits, finalistka turnieju WTA w grze podwójnej, klasyfikowana w czołowej setce rankingu światowego w deblu.

## Kariera
W 1996 roku rozpoczęła występy w kobiecych turniejach Międzynarodowej Federacji Tenisowej, partnerując siostrze. Pierwszy sukces Austriaczki osiągnęły w 2000 roku, kiedy to triumfowały w zawodach w Rabacie. W październiku wygrały trzy z rzędu imprezy w Kairze. Do grudnia 2006 roku skolekcjonowały dwadzieścia trzy tytuły w tego typu turniejach, wszystkie w grze podwójnej.
W cyklu WTA najlepszym sezonem w ich wykonaniu był rok 2005, kiedy to osiągnęły finał w Stambule. W Budapeszcie i Sztokholmie doszły do półfinałów. Wystąpiły w Pucharze Federacji. W tym roku sklasyfikowane w gronie stu najlepszych deblistek na świecie.
Zawodową karierę zakończyła w styczniu 2007 roku, kiedy to u niej i u siostry wykryto nietypową postać nowotworu żołądka. Zmarła w wyniku choroby 9 kwietnia 2008 w wieku dwudziestu pięciu lat.

## Finały turniejów WTA
| Legenda                | Legenda |
| ---------------------- | ------- |
| Wielki Szlem           |         |
| Igrzyska olimpijskie   |         |
| WTA Tour Championships |         |
| 1988 – 2008            |         |
| Kategoria I            |         |
| Kategoria II           |         |
| Kategoria III          |         |
| Kategoria IV           |         |
| Kategoria V            |         |

### Gra podwójna
| Końcowy wynik | Nr | Data         | Turniej | Nawierzchnia | Partnerka           | Przeciwniczki                         | Wynik finału |
| ------------- | -- | ------------ | ------- | ------------ | ------------------- | ------------------------------------- | ------------ |
| Finalistka    | 1. | 21 maja 2005 | Stambuł | Ceglana      | Sandra Klemenschits | Marta Marrero Antonella Serra Zanetti | 4:6, 0:6     |